# Neue Narrative
Neue Narrative ist ein deutschsprachiges Wirtschaftsmagazin, das sich mit neuem Arbeiten, menschenzentrierter Organisationsentwicklung und einer regenerativen Wirtschaft beschäftigt. So „befähigen [sie, laut Eigendarstellung] Menschen dazu, eine bessere Wirtschaft zu gestalten“.

## Geschichte
Das Magazin entstand aus dem Kreis des Kollektivs TheDive in Berlin. Die erste Ausgabe wurde über Crowdfunding finanziert. Die Redaktion arbeitet von Beginn an selbstorganisiert ohne Chefredakteur und in an Scrum angelehnten Prozessen. Sie produzierte im Jahr 2017 eine Nullnummer mit dem Slogan „Arbeit, Leben, Sein“. Aufgrund der positiven Resonanz brachte die Redaktion die erste Ausgabe am 7. Dezember 2017 auf den Markt, seitdem mit dem Slogan „Arbeit. Wirtschaft. Wir“. Seit April 2020 wird das Magazin nicht mehr am Kiosk verkauft. Als Grund gibt die Redaktion Umweltschädlichkeit und Nachhaltigkeit an, da beim Vertrieb über Kioske die Hälfte der Magazine im Müll landeten. Stattdessen kann das Magazin in einem Abo-Modell erworben werden.

## Erscheinungsweise
Seit der ersten Ausgabe im Dezember 2017 erscheinen drei Ausgaben pro Jahr, im Jahr 2022 mit einer Auflage von 28.000 Exemplaren.
Die Printausgabe wird seit der dritten Nummer bei einer Cradle-to-Cradle-zertifizierten Druckerei gedruckt. Das Magazin erscheint im Selbstverlag der NN Publishing GmbH. Sie hat ihren Sitz in Berlin und ist in Verantwortungseigentum mit einem Veto Share der gemeinnützigen Purpose Stiftung.

## Arbeitsweise
Laut einem Artikel des Fachmagazins Journalist versteht sich das Team von Neue Narrative „als Experimentierlabor für eine bessere Arbeitskultur“. So beginnt dort jede Redaktionssitzung mit einem sogenannten Check-in, in dem auch persönliche Gefühle angesprochen werden können.

## Inhalt
Das Magazin behandelt Themen aus den Bereichen New Work, agile Arbeitsmethoden, neue Unternehmenskonzepte, Social Entrepreneurship, Corporate Social Responsibility (CSR) und verantwortungsbewusstes Wirtschaften. Das Magazin beschäftigt sich auch mit wirtschafts- und gesellschaftspolitischen Themen, enthält interaktive Elemente wie Methoden (Tools) und Anleitungen (Guides) sowie Reportagen, Case Studies und Interviews aus der Praxis. Alle Inhalte sind mit dem Gendersternchen in geschlechtergerechter Sprache verfasst.
Jedes Heft hat einen thematischen Schwerpunkt, der im Kontext Arbeit behandelt wird.

## Bisherige Schwerpunktthemen
- Macht (Dezember 2017)
- Sinn (Mai 2018)
- Führung (Oktober 2018)
- Pausen (Dezember 2018)
- Verantwortung (April 2019)
- Streiten (Juli 2019)
- Geheimnisse und Transparenz  (Dezember 2019)
- Egofreie Wirtschaft (April 2020)
- Wirksamkeit (August 2020)
- Mut (Dezember 2020)
- Beziehungen (April 2021)
- Gesundheit (August 2021)
- Geld  (Dezember 2021)
- Co-Kreation (Mai 2022)
- Leistung (August 2022)
- Raum (Dezember 2022)
- Fehler (April 2023)
- Sprache (August 2023)
- Fokus (Dezember 2023)
- Lernen (Mai 2024)
- Regeneratives Wirtschaften (August 2024)
- Meetings (Dezember 2024)
- Karriere (April 2025)